# Nephtys furcifera
Nephtys furcifera är en ringmaskart som beskrevs av Hartmann-Schröder 1959. Nephtys furcifera ingår i släktet Nephtys och familjen Nephtyidae. Inga underarter finns listade i Catalogue of Life.